# محكمة العدل العليا
تعد محكمة العدل العليا في لندن، المعروفة باسم محكمة العدل العليا لصاحب الجلالة في إنجلترا، إلى جانب محكمة الاستئناف ومحكمة التاج، المحاكم العليا في إنجلترا وويلز. يختصر اسمها إلى إي دبليو إتش سي في حالات استخدامها للاقتباس القانوني.
تتعامل المحكمة العليا في المقام الأول مع جميع قضايا القانون المدني (غير الجنائية) عالية القيمة والأهمية، وتمتلك أيضًا سلطة قضائية إشرافية على جميع المحاكم والهيئات القضائية الفرعية، مع بعض الاستثناءات القانونية، رغم وجود نقاشات حول فيما إذا كانت هذه الاستثناءات فعالة أم لا.
تتألف المحكمة العليا من ثلاث دوائر: دائرة محكمة الملك، ودائرة إدارة التركات والشركات وحقوق البراءة وعقود المبيع، ودائرة الأسرة. تتداخل سلطاتها القضائية في بعض القضايا، ويمكن لأمر صادر من المحكمة تحويل القضايا التي تبدأ في دائرة منها إلى أخرى عندما يقتضي الأمر ذلك. تعد الاختلافات بين الدوائر من حيث الإجراءات والتنفيذ تاريخية جزئيًا، وهي مستمدة من المحاكم المنفصلة التي دمجت لتصبح المحكمة العليا الوحيدة بموجب القوانين القضائية في القرن التاسع عشر، لكنها تأتي بشكل رئيسي من الطبيعة التقليدية لعملها، على سبيل المثال، فإن تقديم الأدلة المتضاربة على الوقائع بصورة شخصية سائد بنسبة أكبر في دائرة محكمة الملك، لكن أدلة الإفادات الخطية مألوفة أكثر في دائرة إدارة التركات والشركات وحقوق البراءة وعقود المبيع التي تعالج بشكل رئيسي النقاط القانونية.
تُجرى أغلب مناقشات المحكمة العليا بوجود قاضي واحد، لكن بعض أنواع المناقشات، خاصة في دائرة محكمة الملك، تُنقل إلى محكمة جزئية- محكمة تحوي قاضيين أو أكثر. في الحالات الاستثنائية يجوز للمحكمة أن تنعقد مع هيئة محلفين، لكن ذلك ينطبق عمليًا فقط على قضايا التشهير أو القضايا ضد الشرطة. عادة ما يمثل المتقاضين محامون، لكن يمكن أيضًا للوكلاء القضائيين المؤهلين أن يكون لديهم حق الحضور، أو قد يرافعون بأنفسهم.
من حيث المبدأ، فإن المحكمة العليا ملزمة بقرارتها السابقة، لكن يوجد تنازع بين السلطات حول مدى هذا الالتزام. عادة ما تقدم المحكمة العليا استئنافها في المسائل المدنية أمام محكمة الاستئناف، ومن ثم أمام محكمة العدل العليا (مجلس اللوردات قبل عام 2009) في القضايا المهمة؛ في بعض القضايا يمكن أن يقدم استئناف «طعن» مباشرة إلى محكمة العدل العليا. في المسائل الجنائية، تقدم دائرة محكمة الملك استئنافها مباشرة إلى محكمة العدل العليا.
تستند المحكمة العليا إلى محاكم العدل الملكية في ستراند في مدينة ويستمنستر، لندن. لديها مكاتب تسجيل مباشر في جميع أنحاء إنجلترا وويلز، ويمكن أن تصدر وتسمع جميع مناقشات المحكمة العليا تقريبًا في مكتب تسجيل المقاطعة.

## تاريخها
تأسست محكمة العدل العليا في عام 1875 بموجب قانون النظام القضائي لمحكمة العدل العليا عام 1873. دمج القرار ثمانية محاكم إنجليزية موجودة وهي- محكمة إدارة التركات والشركات وحقوق البراءة وعقود المبيع، ومحكمة مجلس الملك، ومحكمة القضايا العامة، ومحكمة الخزانة، والمحكمة الأميرالية، ومحكمة إثبات الوصايا، ومحكمة القضايا الزوجية والطلاق، ومحكمة لندن للإفلاس- في محكمة عدل قضائية عليا جديدة (تعرف حاليًا باسم المحاكم العليا في إنجلترا وويلز). تم تقسيم محكمة العدل العليا الجديدة إلى محكمة الاستئناف، التي تمارس سلطات القضاء الاستئنافية، والمحكمة العليا، التي مارست النظام القضائي الأصلي.
في الأصل، كان المحكمة العليا تتألف من خمسة دوائر- دائرة مجلس الملك، ودائرة الدعاوي العامة، ودائرة الخزانة، ودائرة إدارة التركات والشركات وحقوق البراءة وعقود البيع، ودائرة إثبات الوصايا، ودائرة الطلاق والدائرة الأميرية. في عام 1880، تم إلغاء دوائر الدعاوي العامة والخزانة، ليبقى بذلك ثلاث دوائر فقط. تمت إعادة تسمية الدوائر الأميرالية والطلاق والخزانة لتصبح دائرة العائلة بموجب قانون إدارة النظام القضائي لعام 1970، وأعيد تنظيم سلطتها القضائية وفقًا لذلك.

## الدوائر
المحكمة العليا منظمة في ثلاث دوائر هي: دائرة محكمة الملك، ودائرة إدارة التركات والشركات وحقوق البراءة وعقود البيع، ودائرة الأسرة. يتم يوميًا نشر قائمة بجلسات الدعاوي في دوائر المحكمة العليا.

### دائرة مجلس الملك
تمتلك دائرة مجلس الملك – أو دائرة مجلس الملكة في حال وجود ملكة- وظيفتين. تستمع إلى مجموعة واسعة من القضايا القانونية العامة وتتولى أيضًا مسؤولية خاصة بصفتها محكمة إشرافية. حتى عام 2005، كان رئيس دائرة مجلس الملك هو اللورد رئيس القضاة. تم إنشاء منصب رئيس دائرة مجلس الملك بموجب قانون الإصلاح الدستوري لعام 2005، ليكون اللورد رئيس القضاة بذلك هو رئيس محاكم إنجلترا وويلز، ورئيس السلطة القضائية والعدالة الجنائية في كل منهما. كان السير إيغور جادج أول شخص يشغل هذا المنصب، وقد تم تعيينه في أكتوبر عام 2005.
تتمتع دائرة مجلس الملك بسلطة قضائية إشرافية على المحاكم الداخلية، وتعد محكمتها الإدارية عمومًا هي المحفل القانوني الأنسب للطعن بصحة القرارات الرسمية (على الأقل من حيث المبدأ وليس الاستحقاق). بصورة عامة، يجوز الطعن قي صحة أي قرار صادر عن وزير حكومي، أو محكمة داخلية، أو محكمة أدنى أو سلطة محلية أو هيئة رسمية من قبل أي شخص لديه مصلحة كافية، ما عدا في حالة إجراءات استئناف محددة، عن طريق المراجعة القضائية في المحكمة الإدارية لدائرة مجلس الملك. يقرر قاضي منفرد في البداية فيما إذا كان عرض الأمر مناسبًا في المحكمة (لتصفية القضايا البسيطة والتي لا جدال فيها) وإذا كان الأمر كذلك يسمح للمسألة بالمضي قدمًا إلى جلسة مراجعة قضائية كاملة مع قاضٍ واحد أو أكثر.
إضافة إلى ذلك، تعترض المحكمة الإقليمية لدائرة المجلس على نقاط قانونية من محاكم الصلح ومحكمة التاج. تسمى هذه الاعتراضات بطعون حسب الحالة، لأنه لا ينظر إلى المسائل القانونية إلا على أساس الوقائع التي عثرت عليها السلطة المعترضة وصرحت عنها.
يوجد محاكم أخرى متخصصة في دائرة مجلس الملك مثل محكمة التكنلوجيا والبناء، والمحكمة التجارية والمحكمة الأميرالية. يتم تخصيص إجراءات وقضاة هذه المحاكم حسب نوع أعمالهم، لكنها لا تختلف جوهريًا عن أي محكمة أخرى تابعة لدائرة مجلس الملك. تقدم اعتراضات المحكمة العليا في القضايا المدنية إلى محكمة الاستئناف (الدائرة المدنية)؛ تقدم اعتراضات المحكمة الجزئية فقط في القضايا الجنائية إلى محكمة العدل العليا للمملكة المتحدة.